# آلانخه
آلانخه (به اسپانیایی: Alange) یک شهرستان در اسپانیا است که در استان باداخس واقع شده‌است.